# Hermann Stutte
Hermann Stutte (* 1. August 1909 in Weidenau (Siegen); † 22. April 1982 in Marburg (Lahn)) war ein deutscher Kinder- und Jugendpsychiater mit einem Lehrstuhl an der Universität Marburg.

## Leben
Hermann Stutte studierte u. a. in Freiburg i. Br., Paris und Königsberg i. Pr. und trat 1933 in die SA ein, um beruflich voranzukommen, und wurde dort SA-Sanitätsscharführer. Er promovierte 1934 an der Universität Gießen bei Robert Sommer in Humanmedizin. Dann begann er eine 1935 umfangreiche Nachuntersuchung ehemaliger Fürsorgezöglinge, die aufgrund der inzwischen verschwundenen Schrift Über Schicksal, Persönlichkeit und Sippe ehemaliger Fürsorgezöglinge 1943 zur Habilitation führte. Mit seinem Lehrer und Mentor Hermann Hoffmann, dem Inhaber des Lehrstuhls für Psychiatrie in Gießen und Vorsitzenden der dortigen Ortsgruppe der Deutschen Gesellschaft für Rassenhygiene, wechselte er 1936 von Gießen an die Universität Tübingen. Dort übernahm er 1938 das von Robert Eugen Gaupp gegründete Klinische Jugendheim. Für das Erbgesundheitsgericht verfasste Stutte Gutachten, in denen er den Wert von Menschen mittels aus der Erfahrung abgeleiteter Erbprognosen bestimmte. 1937 trat er in die NSDAP ein, 1938 in den NS-Ärztebund. Von 1939 bis 1941 diente er in der Wehrmacht, nahm aber am Gründungskongress der Deutschen Gesellschaft für Kinder- und Jugendpsychiatrie 1940 in Wien teil. Er begrüßte 1941 in der Zeitschrift Der öffentliche Gesundheitsdienst die „Gliederung der Fürsorgeerziehungsanstalten nach biologischen und prognostischen Gesichtspunkten“. Der Staat habe „aus finanziellen und erbbiologischen Gründen ein natürliches Interesse daran zu wissen, ob sich im Einzelfall die Erziehung auf öffentliche Kosten auch wirklich lohnt.“ 1944 wurde er nach seiner Habilitation Dozent in Tübingen.
Als Mitläufer wurde Stutte entnazifiziert. Ab 1946 ging er als Oberarzt mit dem neuen Direktor der Universitätsnervenklinik Werner Villinger an der Universität Marburg, wurde dort 1950 außerplanmäßiger Professor und Abteilungsleiter der neu eingerichteten Kinder- und Jugendpsychiatrie. Im Aufsatz Zeitgemäße Aufgaben und Probleme der Jugendfürsorge wiesen Stutte und sein Förderer Villinger, den Stutte im Februar 1945 in Tübingen kennengelernt hatte, die Jugendpsychiatrie 1948 erneut auf die „sozialbiologische Unterwertigkeit des von ihr betreuten Menschenmaterials“ hin: „Die Sichtung, Siebung und Lenkung dieses Strandgutes von jugendlichen Verwahrlosten“ sei eine ärztlich-psychiatrische Aufgabe. Geeignet sei dafür die „Schaffung eines Arbeitsdienstes (mit Überwachung von jugendpsychiatrischer Seite)“. Noch 1949 sprach er im Zusammenhang mit der Fürsorgeerziehung von querulierenden Wohlfahrtsparasiten. 1954 erhielt Stutte den ersten Lehrstuhl für dieses Fach in Deutschland. 1956 forderte er im Handbuch der Heimerziehung, „die (besonders infektiöse) Kerngruppe chronischer Asozialität möglichst frühzeitig ... einer geeigneten Sonderbehandlung zuzuführen“. Im selben Jahr verwendete er noch den Begriff „endogener Pauperismus“ im Sinne von erbbedingter Armut. Er wurde Vorsitzender der Deutschen Gesellschaft für Kinder- und Jugendpsychiatrie sowie Präsident der Union Europäischer Pädopsychiater. Im Jahre 1958 gehörten Stutte und Villinger in Marburg zu den Begründern der Lebenshilfe für das geistig behinderte Kind und Stutte wurde Mitglied des Wissenschaftlichen Beirats und des Rechtsausschusses der Lebenshilfe, der die Sterilisierung von Behinderten forderte. 1982 galt Stutte als Nestor der deutschen Kinder- und Jugendpsychiatrie. Sein Nachfolger wurde Helmut Remschmidt, der 1992 schrieb, Stutte wäre eine Persönlichkeit gewesen, „die in seltener Weise höchste wissenschaftliche Kompetenz mit tief empfundener Menschlichkeit aus christlicher Gesinnung und zum Wohle der Kranken“ vereinigt habe. Remschmidt verfasste 1992 eine unter anderem von Helmut E. Ehrhardt und Dietrich von Oppen unterzeichnete Solidaritätsadresse für Stutte. Auch der Humangenetiker Heinrich Oepen (1921–1994), ein Schüler des Hirnforschers Oskar Vogt verteidigte noch 1992 Stutte.
Stutte war Ehrendoktor der Philosophischen Fakultät der Universität Marburg und der Juristischen Fakultät Göttingen. Die Sonderschule für Kranke am Klinikum der Philipps-Universität wurde nach ihm benannt. Die Bundesvereinigung Lebenshilfe für das geistig behinderte Kind hat lange Zeit ihre Fortbildungsstätte „Hermann-Stutte-Haus“ getauft.
Sein Sohn war der Bibliothekar Bernd Stutte (1944–2014).

## Schriften (Auswahl)
- Experimentelle Untersuchungen über Simulation von Zittern der Finger, Gießen 1934 (= Diss.)
- Über Schicksal, Persönlichkeit und Sippe ehemaliger Fürsorgezöglinge, 1944 (= Habil.)
- Grenzen der Sozialpädagogik: Ergebnisse e. Untersuchung praktisch unerziehbarer Fürsorgezöglinge, Hannover 1958
- Kinderpsychiatrie und Jugendpsychiatrie, in: Psychiatrie der Gegenwart, 1961
- Prof. Tramer †. In: Unsere Jugend 15 (=1963), 280.
- Prof. Dr. rer. pol. Dr. jur. Kurt Lücken. 1900–1972. In: Unsere Jugend 24 (= 1972) (11), S. 535.

Festschrift
- Helmut Remschmidt (Hrsg.): Jugendpsychiatrie und Recht. Festschrift für Hermann Stutte zum 70. Geburtstag am 1. August 1979. Heymann, Köln 1979, ISBN 3-452-18625-3 (mit Schriftenverzeichnis)

autobiografisch
- Hermann Stutte, in: Ludwig J. Pongratz: Psychiatrie in Selbstdarstellungen. Bern : Huber, 1977, ISBN 3-456-80307-9, S. 394–421